# Une guerre victorieuse et brève
Une guerre victorieuse et brève (titre original : The Short Victorious War) est le troisième roman de la série Honor Harrington de l'écrivain de science-fiction David Weber paru en 1994 puis traduit en français et publié en 2001.
Dans ce roman, Honor Harrington est nommée capitaine de pavillon sur une base avancée du Royaume de Manticore alors que la situation entre le Royaume et la République Populaire de Havre devient de plus en plus dangereuse. Honor a fort à faire entre ses adversaires dans la flotte et les adversaires du Royaume.

## Résumé
La République populaire de Havre est au bord de la catastrophe économique. Face à l'inflation, au déficit et à l'opposition qui se manifeste, les dirigeants décident de recourir à la guerre contre Manticore.
Après un an de soin et de convalescence Honor reprend du service à bord du croiseur de combat au nom prestigieux : le Victoire. Lorsqu’il rejoint la station de Hancock pour devenir le vaisseau amiral de Sarnow ; il subit un incident technique majeur et doit rester à quai pour réparation plusieurs mois. Honor rencontre le capitaine Paul Tankersley responsable de la maintenance ; commence alors sa première relation amoureuse.
Pendant que Honor se familiarise avec son rôle de capitaine de pavillon, de nombreuses escarmouches ont lieu dans plusieurs systèmes alliés à Manticore. L’amiral Parks partage sa flotte entre plusieurs systèmes et ne laisse que l’escadre de Sarnow à Hancock. Ce dernier, avec l’aide de Honor élabore des tactiques peu orthodoxes pour défendre la station et résister à une flotte supérieure en nombre. Pavel Young rejoint le système de Hancock et découvre la promotion de Honor, ce qui décuple sa haine envers elle.
Les havriens qui avaient disposés des plates-formes furtives, achetées à la Ligue solarienne malgré l’embargo, découvrent la faiblesse de la défense de la station de Hancock. Ils lancent une puissante force à l’assaut. Pendant la bataille, Pavel Young désobéit et fuit la formation des vaisseaux manticoriens. Des renforts arrivent pour finir de détruire une des deux flottes havrienne. Young est mis aux arrêts, en attendant son passage en cour martiale.
Après les premiers combats, trois havriens fomentent un attentat qui détruit l’ensemble du gouvernement de la République populaire de Havre. Ils forment un Comité de salut public, commence alors une purge des officiers de haut rang.